# 新岡崎站
新岡崎站（日语：／ Shin-Okazaki eki */?）是位於静岡縣袋井市岡崎，靜岡鐵道駿遠線的鐵路車站（廢站）。

## 概要
在此站啟用時，車站地址是靜岡縣小笠郡笠原村。當時車站是位於該村中心（停車場）。
除了乘客外，此站的貨運量也較多，主要處理的貨物包括遠州瓦和木毛。

## 歷史
- 1914年（大正3年）1月12日 - 中遠鐵道新袋井站至新橫須賀站之間開業，此站啟用，當時為終點站[1]
- 1943年（昭和18年）5月15日 - 在公司合併後，成為靜岡鐵道中遠線的車站[1]。
- 1948年（昭和23年）9月6日 - 在路線合併後，成為靜岡鐵道駿遠線的車站[1]。
- 1967年（昭和42年）8月28日 - 新袋井站至新三俁站之間被廢除，此站也被廢除[1]。

## 現狀
現時，車站遺址附近建設了一條名為「笠原輕便通 輕便電車道」的行人路。另外在車站遺址建立了站名牌模樣的紀念碑和「中遠鐵道 新岡崎站跡」石碑。

## 相鄰車站
靜岡鐵道
駿遠線
新三輪－新岡崎－五十岡

## 注腳
1. 1 2 3 4  今尾惠介監修《日本鐵道旅行地圖帳 7號 東海》新潮社 31頁

## 相關項目
- 日本鐵路車站列表 Shi